# Новые Байдары (Курганская область)
Новые Байдары — село в Половинском районе Курганской области. Входит в состав Половинского сельсовета.

## История
До 1917 года входила в состав Байдарской волости Курганского уезда Тобольской губернии. По данным на 1926 год деревня Ново-Байдарская состояла из 191 хозяйства. В административном отношении являлась центром Ново-Байдарского сельсовета Половинского района Курганского округа Уральской области.

## Население
| 1989 | 2002 | 2010 |
| ---- | ---- | ---- |
| 282  | ↘268 | ↘159 |

По данным переписи 1926 года в деревне проживало 1161 человек (553 мужчины и 608 женщин), в том числе: русские составляли 99 % населения.